# コンスタンサ・デ・ポルトゥガル
コンスタンサ・デ・ポルトゥガル（スペイン語: Constanza de Portugal, ポルトガル語: Constança de Portugal, 1290年1月3日 - 1313年11月18日）は、カスティーリャ王フェルナンド4世の王妃。ポルトガル王ディニス1世と王妃イザベルの娘。
1302年に父の従弟にあたるフェルナンド4世と結婚した。なお、1309年にはコンスタンサの弟アフォンソ4世とフェルナンドの末妹ベアトリスが結婚している。コンスタンサは夫との間に1男2女をもうけた。
- レオノール（1307年 - 1359年）　アラゴン王アルフォンソ4世妃
- コンスタンサ（1308年 - 1310年）
- アルフォンソ11世（1311年 - 1350年）　カスティーリャ王